# Vladimir Jugović
Vladimir Jugović (ur. 30 sierpnia 1969 w Milutinovacu) – serbski piłkarz grający na pozycji pomocnika. Triumfator Ligi Mistrzów z Crveną zvezdą i Juventusem.
Brał udział w Mistrzostwach Świata w 1998 wraz z reprezentacją Jugosławii. W drużynie narodowej rozegrał 40 spotkań i zdobył 3 bramki.